# 最昂贵离婚列表
本表列出截至目前为止最昂贵离婚，金额用美元计算，不考虑通货膨胀因素。

## 离婚金额从高到低
- 2021年比尔·盖茨和梅琳达·盖茨离婚，约760亿美元。
- 2019年杰夫·贝索斯和瑪肯西·史考特离婚，约380亿美元。[1]
- 2022年金·卡戴珊和肯伊·威斯特，约27亿美元，[2]加上每月20万美元抚养费。[3]
- 1999年鲁珀特·默多克离婚，约17亿美元。[4]
- 2017年比尔·格罗斯离婚，约13亿美元。[5]
- 2009年伯尼·埃克莱斯顿离婚，约12亿美元。[6][4]
- 2010年史提芬·艾倫·永利离婚，约10亿美元。[4]
- 2019年穆罕默德·本·拉希德·阿勒马克图姆和哈雅·賓特·侯賽因离婚，约7.3亿美元。[7]
- 2010年老虎伍茲离婚，约7.1亿美元。[8]
- 2006年梅尔·吉布森离婚，约4.25亿美元。[9]
- 2001年羅拔·路易·莊臣离婚，约4亿美元。[10]
- 2007年罗曼·阿尔卡季耶维奇·阿布拉莫维奇离婚，约3亿美元。[11]
- 2006年迈克尔·乔丹离婚，约1.68亿美元。[12]
- 2010年鲍里斯·阿布拉莫维奇·别列佐夫斯基离婚，约1.6亿美元。[13]
- 1994年尼爾·戴門离婚，约1.5亿美元。[14]
- 2004年哈里森·福特离婚，约1.18亿美元。[15]
- 2007年格雷格·诺曼离婚，约1.03亿美元。[16]
- 1989年斯蒂芬·斯皮尔伯格离婚，约1亿美元。[17]
- 2008年麥當娜和佳·烈治离婚，约7600万-9200万美元。[18]
- 2017年邱继炳离婚，约8000万美元。[19]
- 1994年凯文·科斯特纳离婚，约8000万美元。[20]
- 2011年阿迦汗四世离婚，约7800万美元。[21]
- 1993年肯尼·罗杰斯离婚，约6000万美元。[22]
- 1999年詹姆斯·卡梅隆和琳達·漢彌頓离婚，约5000万美元。[23]
- 2008年保罗·麦卡特尼离婚，约4860万美元。[24]
- 2008年菲爾·柯林斯离婚，约4570万美元。[25]
- 1995年邁克爾·道格拉斯离婚，约4500万美元。[23]
- 2020年伊万·迈克格雷戈离婚，过去20年一半收入加上每年43.2万配偶支持和18万小孩抚养费。[26]
- 1993年泰德·丹森离婚，约3000万美元。[27]
- 1991年唐納·川普和伊凡娜·川普，约2500万美元。[28]
- 2011年凱爾塞·格拉瑪离婚，约3000万美元。[29][30]
- 2004年莱昂纳尔·里奇离婚，约2000万美元。[23]
- 1985年约翰尼·卡森离婚，约2000万美元。[31]
- 1999年米克·贾格尔和瑞莉·霍爾离婚，约1500万-2500万美元。[23]
- 2014年史萊許离婚，660万美元加上每月10万配偶支持和3.9万小孩抚养费。[32]